# Kinepolis
De Kinepolis Group is een Belgische bioscoopketen met bioscopen in Europa en Noord-Amerika en is sinds 1998 op de beurs genoteerd. Begin 2024 telde Kinepolis Group wereldwijd 109 bioscopen in 9 landen, met 1131 schermen en meer dan 200.000 zitplaatsen.

## Geschiedenis
In de jaren '60 nam Albert Bert de bioscoop Cinema Majestic over van zijn vader en brak deze bioscoopzaal later af om er een moderne bioscoop met twee zalen te plaatsen. De bioscoop werd gekenmerkt door zijn grote schermen en aflopende rijen, waardoor het publiek een optimaal zicht had.
Later opende Albert Bert samen met Rose Claeys-Vereecke de eerste trioscoop, een bioscoop met drie zalen, in België. In de jaren die volgden openden Bert en Claeys steeds meer en grotere bioscopen, onder andere de eerste multiplex in Gent en de eerste megaplex in Brussel. Albert Bert was een visionair, hij geloofde dat door kwaliteitsvolle projectie en klank en comfortabele zetels, het publiek trouw zou blijven aan de cinema, zelfs in een tijd dat de videorecorder vele zalen tot sluiten dwong. Zo hadden zijn zalen allemaal THX-klank, grote schermen en zitjes met dubbele armleuning en veel beenruimte. Voor het ontwikkelen en bouwen van de bioscopen richtte Bert in 1981 het bedrijf Decatron op.
In 1997 voegden de twee families hun bioscopen samen in de Kinepolis Group, het samengestelde bedrijf werd in 1998 naar de beurs gebracht. De familie Claeys verkocht in 2006 hun aandelen aan externe investeerders en verliet hiermee na decennia de bioscoopbranche.
Rond de eeuwwisseling nam Kinepolis een belang van 30% in de Duitse keten Cinemaxx, deze investering moest geheel worden afgeschreven door tegenvallende resultaten en in 2009 verkocht het bedrijf de laatste aandelen in de onderneming.

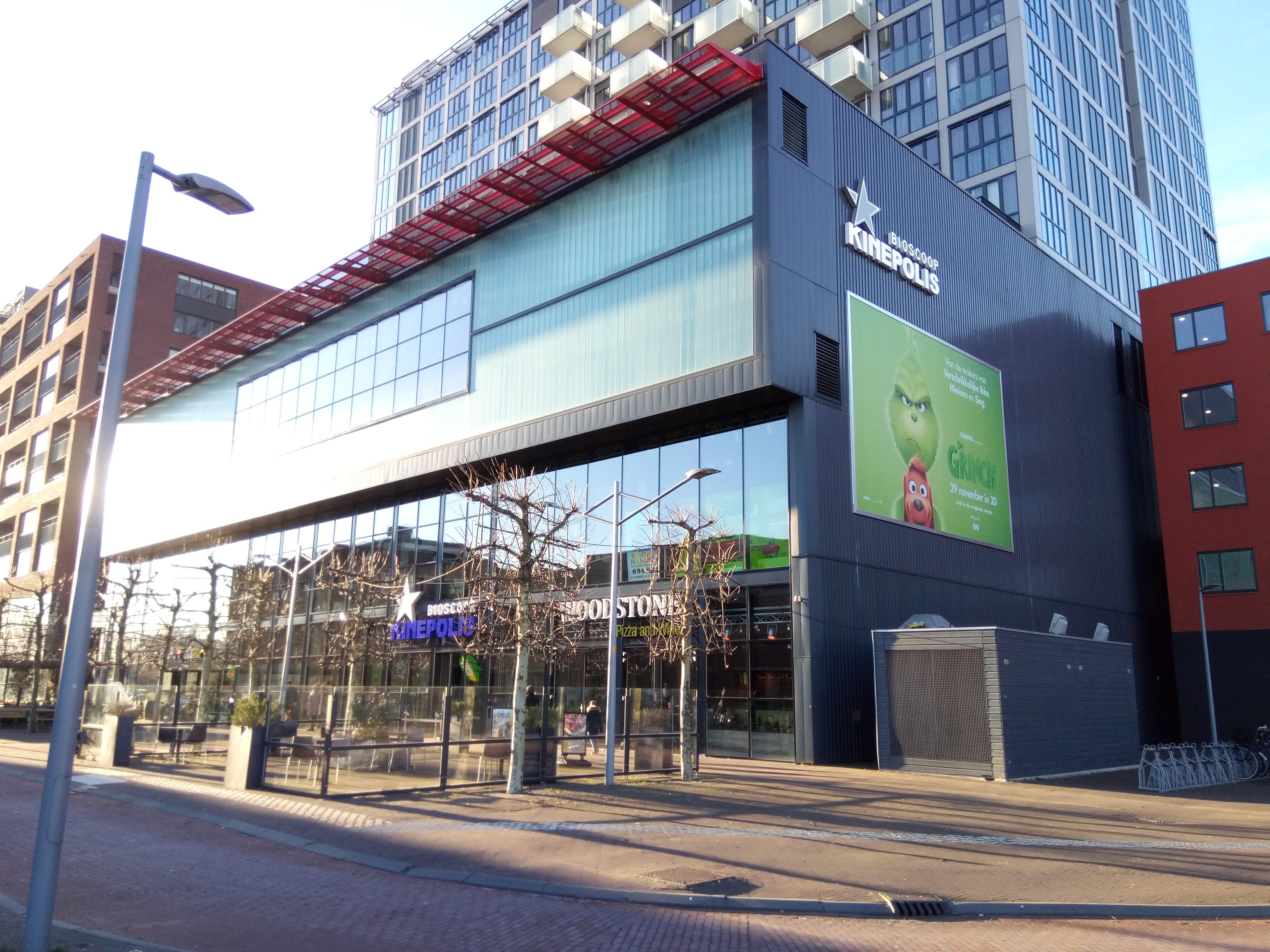
Kinepolis Hoofddorp

### Mededingingsautoriteit
Een van de voorwaarden die de Belgische mededingingsautoriteit (BMA) voor de fusie tot de Kinepolis Group oplegde, was een verbod op groei binnen de Belgische markt. Voor alle nieuwe projecten had het bedrijf toestemming nodig van de BMA. Hierdoor moesten twee van de overgenomen Utopolis bioscopen in België worden doorverkocht, Kinepolis koos ervoor om alle Belgische Utopolis bioscopen te verkopen aan UGC Cinemas. Het bedrijf heeft geprobeerd het verbod op uitbreiding te laten opheffen en dit is in 2020 gelukt, het mag vanaf 12 augustus 2021 nieuwe bioscopen openen zonder vooraf toestemming te vragen.

### Groei & overnames
Kinepolis heeft sinds 2010 een flinke groei doorgemaakt, dit werd bereikt door het openen van nieuwe locaties en het overnemen van verschillende ketens en zelfstandige bioscopen. Enkele grote overnames waren Wolff Bioscopen in 2014, Utopolis in 2015, Landmark Cinemas in 2017 en MJR Digital Cinemas in 2019.
In 2011 werd ook het bedrijf Brightfish overgenomen, een bedrijf dat in België gespecialiseerd is in het aanbieden van bioscoopreclame.

## Kernactiviteiten
De Kinepolis Group heeft zeven verschillende kernactiviteiten, namelijk: box office, business to business, in-theatre sales, filmdistributie, schermreclame, vastgoed en digital cinema services.

### Kinepolis in cijfers
| Cijfers          | Cijfers    | 2015     | 2016     | 2017     | 2018     | 2019     | 2020      |
| ---------------- | ---------- | -------- | -------- | -------- | -------- | -------- | --------- |
| België           | Bioscopen  | 12       | 12       | 11       | 11       | 11       | 11        |
| België           | Bezoekers* | 9,2      | 8,4      | 8,4      | 8,0      | 8,1      | 2,3       |
| Frankrijk        | Bioscopen  | 10       | 11       | 11       | 12       | 13       | 13        |
| Frankrijk        | Bezoekers* | 6,4      | 7,0      | 7,1      | 6,6      | 7,4      | 2,1       |
| Spanje           | Bioscopen  | 5        | 6        | 6        | 8        | 8        | 8         |
| Spanje           | Bezoekers* | 4,4      | 4,4      | 4,4      | 4,3      | 6,2      | 1,6       |
| Nederland        | Bioscopen  | 14       | 15       | 17       | 17       | 18       | 19        |
| Nederland        | Bezoekers* | 1,7      | 2,8      | 3,2      | 4,1      | 4,5      | 2,0       |
| Zwitserland      | Bioscopen  | 1        | 1        | 1        | 1        | 1        | 1         |
| Zwitserland      | Bezoekers* | 0,1      | 0,1      | 0,1      | 0,1      | 0,1      | 0,1       |
| Luxemburg        | Bioscopen  | 3        | 3        | 3        | 3        | 3        | 3         |
| Luxemburg        | Bezoekers* | 0,3      | 1,1      | 1,0      | 0,9      | 1,0      | 0,3       |
| Polen            | Bioscopen  | 1        | 1        | 1        | 1        | 1        | 1         |
| Polen            | Bezoekers* |          |          |          |          |          |           |
| Canada           | Bioscopen  |          |          | 44       | 45       | 46       | 45        |
| Canada           | Bezoekers* | 1,1      | 11,6     | 11,7     | 2,7      |          |           |
| Verenigde Staten | Bioscopen  |          |          |          |          | 10       | 10        |
| Verenigde Staten | Bezoekers* | 1,4      | 1,1      |          |          |          |           |
| Totaal           | Bioscopen  | 46       | 49       | 94       | 98       | 110      | 110       |
| Totaal           | Bezoekers* | 22,1     | 23,8     | 25,3     | 35,6     | 40,6     | 12,1      |
| Omzet*           | Omzet*     | · €301,6 | · €324,9 | · €355,4 | · €475,9 | · €551,5 | · €176,3  |
| Winst*           | Winst*     | · €32,3  | · €47,6  | · €49,1  | · €47,4  | · €54,4  | · € −69,1 |

*In miljoenen

### Bioscopen
Begin 2024 telde Kinepolis Group in Europa 63 bioscopen, verspreid over België, Nederland, Frankrijk, Spanje, Luxemburg, Zwitserland en Polen. Sinds de overname van de Canadese bioscoopgroep Landmark Cinemas en van de Amerikaanse bioscoopgroep MJR Theatres, telt Kinepolis ook 36 bioscoopcomplexen in Canada en 10 in de VS. Toekomstige bioscopen staan in het groen aangegeven.
| Bioscoop            | Opening | Aantal zalen | Aantal zitplaatsen | Kleinste zaal | Grootste zaal | Opmerkingen                           |
| ------------------- | ------- | ------------ | ------------------ | ------------- | ------------- | ------------------------------------- |
| Kinepolis Antwerpen | 1993    | 24           | 7.311              | 160           | 700           | Voormalig bekend als Metropolis       |
| Kinepolis Brugge    | 2006    | 8            | 1.517              | 95            | 398           |                                       |
| Kinepolis Brussel   | 1988    | 25           | 6.422              | 100           | 619           |                                       |
| Kinepolis Gent      | 1981    | 12           | 3.224              | 57            | 548           | Voormalig bekend als Decascoop        |
| Kinepolis Hasselt   | 1996    | 13           | 2.801              | 118           | 434           |                                       |
| Kinepolis Braine    | 1998    | 10           | 2.256              | 108           | 400           |                                       |
| Kinepolis Kortrijk  | 1997    | 10           | 2.419              | 118           | 369           |                                       |
| Kinepolis Leuven    | 1997    | 7            | 1.864              | 159           | 446           | Voormalig bekend als Supercity Leuven |
| Kinepolis Liège     | 1997    | 16           | 4.712              | 160           | 671           |                                       |
| Kinepolis Oostende  | 2007    | 8            | 1.779              | 87            | 518           |                                       |
| Palace Liège        | 1911    | 5            | 1.014              | 110           | 450           |                                       |

| Bioscoop                                      | Opening | Aantal zalen | Aantal zitplaatsen | Kleinste zaal | Grootste zaal | Opmerkingen                              |
| --------------------------------------------- | ------- | ------------ | ------------------ | ------------- | ------------- | ---------------------------------------- |
| Landmark Cinemas London                       |         | 8            | 779                | 70            | 147           | Overgenomen van Landmark Cinemas in 2017 |
| Landmark Cinemas Airdrie                      |         | 2            | 876                |               |               | Overgenomen van Landmark Cinemas in 2017 |
| Landmark Cinemas Brooks                       |         | 1            | 221                |               |               | Overgenomen van Landmark Cinemas in 2017 |
| Landmark Cinemas Calgary Country Hills        |         | 16           | 1.770              |               |               | Overgenomen van Landmark Cinemas in 2017 |
| Landmark Cinemas Calgary Shawnessy            |         | 10           | 2.560              |               |               | Overgenomen van Landmark Cinemas in 2017 |
| Landmark Cinemas Drayton Valley               |         | 3            | 500                |               |               | Overgenomen van Landmark Cinemas in 2017 |
| Landmark Cinemas Edmonton City Centre         |         | 9            | 3.078              |               |               | Overgenomen van Landmark Cinemas in 2017 |
| Landmark Cinemas Edson                        |         | 1            | 500                |               |               | Overgenomen van Landmark Cinemas in 2017 |
| Landmark Cinemas Fort McMurray                |         | 6            | 1.020              |               |               | Overgenomen van Landmark Cinemas in 2017 |
| Landmark Cinemas Spruce Grove                 |         | 7            | 1.371              | 106           | 305           | Overgenomen van Landmark Cinemas in 2017 |
| Landmark Cinemas Sylvan Lake                  |         | 3            | 530                |               |               | Overgenomen van Landmark Cinemas in 2017 |
| Landmark Cinemas Campbell River               |         | 5            |                    |               |               | Overgenomen van Landmark Cinemas in 2017 |
| Landmark Cinemas Courtenay                    |         | 4            |                    |               |               | Overgenomen van Landmark Cinemas in 2017 |
| Landmark Cinemas Cranbrook                    |         | 5            |                    |               |               | Overgenomen van Landmark Cinemas in 2017 |
| Landmark Cinemas Dawson Creek                 |         | 1            |                    |               |               | Overgenomen van Landmark Cinemas in 2017 |
| Landmark Cinemas Fort St. John                |         | 5            |                    |               |               | Overgenomen van Landmark Cinemas in 2017 |
| Landmark Cinemas Kamloops                     |         | 2            |                    |               |               | Overgenomen van Landmark Cinemas in 2017 |
| Landmark Cinemas Kelowna, Grand 10            |         | 10           | 1.351              | 129           | 217           | Overgenomen van Landmark Cinemas in 2017 |
| Landmark Cinemas Nanaimo                      |         | 6            |                    |               |               | Overgenomen van Landmark Cinemas in 2017 |
| Landmark Cinemas New Westminster              |         | 10           | 1.850              |               |               | Overgenomen van Landmark Cinemas in 2017 |
| Landmark Cinemas Penticton                    |         | 7            |                    |               |               | Overgenomen van Landmark Cinemas in 2017 |
| Landmark Cinemas Port Alberni                 |         | 1            |                    |               |               | Overgenomen van Landmark Cinemas in 2017 |
| Landmark Cinemas Surrey, Guildford            |         | 12           | 1.396              | 71            | 173           | Overgenomen van Landmark Cinemas in 2017 |
| Landmark Cinemas Victoria, University Heights |         | 4            |                    |               |               | Overgenomen van Landmark Cinemas in 2017 |
| Landmark Cinemas West Kelowna, Encore         |         | 5            | 1.093              |               |               | Overgenomen van Landmark Cinemas in 2017 |
| Landmark Cinemas West Kelowna, Xtreme         |         | 8            |                    |               |               | Overgenomen van Landmark Cinemas in 2017 |
| Landmark Cinemas Brandon                      |         | 9            |                    |               |               | Overgenomen van Landmark Cinemas in 2017 |
| Landmark Cinemas Selkirk, Garry               |         | 1            |                    |               |               | Overgenomen van Landmark Cinemas in 2017 |
| Landmark Cinemas Winkler                      |         | 5            |                    |               |               | Overgenomen van Landmark Cinemas in 2017 |
| Landmark Cinemas Winnipeg, Grant Park         |         | 8            |                    |               |               | Overgenomen van Landmark Cinemas in 2017 |
| Landmark Cinemas Winnipeg, Towne              |         | 8            |                    |               |               | Overgenomen van Landmark Cinemas in 2017 |
| Landmark Cinemas Caledon, Bolton              |         | 7            |                    |               |               | Overgenomen van Landmark Cinemas in 2017 |
| Landmark Cinemas Hamilton, Jackson Square     |         | 6            |                    |               |               | Overgenomen van Landmark Cinemas in 2017 |
| Landmark Cinemas Kanata                       |         | 24           | 4.764              |               |               | Overgenomen van Landmark Cinemas in 2017 |
| Landmark Cinemas Kingston                     |         | 10           |                    |               |               | Overgenomen van Landmark Cinemas in 2017 |
| Landmark Cinemas Kitchener                    |         | 12           |                    |               |               | Overgenomen van Landmark Cinemas in 2017 |
| Landmark Cinemas Orleans                      |         | 10           | 2.100              |               |               | Overgenomen van Landmark Cinemas in 2017 |
| Landmark Cinemas St. Catharines, Pen Centre   |         | 10           |                    |               |               | Overgenomen van Landmark Cinemas in 2017 |
| Landmark Cinemas Waterloo                     |         | 10           |                    |               |               | Overgenomen van Landmark Cinemas in 2017 |
| Landmark Cinemas Whitby                       |         | 24           |                    |               |               | Overgenomen van Landmark Cinemas in 2017 |
| Landmark Cinemas Weyburn, Soo                 |         | 1            | 308                |               |               | Overgenomen van Landmark Cinemas in 2017 |
| Landmark Cinemas Yorkton, Tower               |         | 1            |                    |               |               | Overgenomen van Landmark Cinemas in 2017 |
| Landmark Cinemas Saskatoon                    | 2018    | 7            | 780                |               |               | Overgenomen van Landmark Cinemas in 2017 |
| Landmark Cinemas Whitehorse, Qwanlin          |         | 2            |                    |               |               | Overgenomen van Landmark Cinemas in 2017 |
| Landmark Cinemas Whitehorse, Yukon            |         | 2            |                    |               |               | Overgenomen van Landmark Cinemas in 2017 |
| Landmark Cinemas St. Albert                   |         | 8            |                    |               |               | Overgenomen van Landmark Cinemas in 2017 |
| Landmark Cinemas Regina                       |         | 8            |                    |               |               | Overgenomen van Landmark Cinemas in 2017 |

| Bioscoop                     | Opening | Aantal zalen | Aantal zitplaatsen | Kleinste zaal | Grootste zaal | Opmerkingen                       |
| ---------------------------- | ------- | ------------ | ------------------ | ------------- | ------------- | --------------------------------- |
| Kinepolis Amnéville          | 2022    | 12           | 1903               | 88            | 584           |                                   |
| Kinepolis Amphithéâtre Metz  | 2022    | 8            | 1105               | 49            | 347           |                                   |
| Kinepolis Belfort            | 2023    | 14           | 2562               | 80            | 473           |                                   |
| Kinepolis Bourgoin-Jaillieu  |         | 12           | 1.969              | 82            | 378           | Overgenomen van Mégaroyal in 2015 |
| Kinepolis Brétigny-sur-Orge  | 2018    | 10           | 1.508              | 90            | 310           |                                   |
| Kinepolis Fenouillet         | 2016    | 8            | 1.159              | 97            | 277           |                                   |
| Kinepolis Lomme              | 1996    | 23           | 6.816              | 118           | 708           |                                   |
| Kinepolis Mulhouse           | 1999    | 14           | 4.668              | 215           | 740           |                                   |
| Kinepolis Nancy              | 2005    | 10           | 2.567              | 142           | 486           |                                   |
| Kinepolis Nîmes              | 2000    | 12           | 2.760              | 116           | 503           |                                   |
| Kinepolis Rouen              |         | 14           | 2.473              | 59            | 383           | Overgenomen van UGC in 2015       |
| Kinepolis Servon             | 2019    | 9            | 1.198              | 97            | 288           |                                   |
| Kinepolis St-Julien-lès-Metz | 1995    | 14           | 3.886              | 118           | 384           |                                   |
| Kinepolis Thionville         | 1999    | 10           | 2.747              | 127           | 479           |                                   |
| KLUB Metz                    | 2018    | 7            | 904                | 57            | 279           | Overgenomen in 2018               |
| Kinepolis Waves              | 2021    | 6            | 882                | 60            | 347           |                                   |
| Kinepolis Longwy             |         | 7            | 1.301              | 120           | 323           | Overgenomen van Utopolis in 2015  |

| Bioscoop            | Opening | Aantal zalen | Aantal zitplaatsen | Kleinste zaal | Grootste zaal |
| ------------------- | ------- | ------------ | ------------------ | ------------- | ------------- |
| Kinepolis Kirchberg | 1996    | 10           | 2.427              | 110           | 459           |
| Kinepolis Belval    |         | 7            | 1.489              | 128           | 537           |
| Ciné Utopia         | 1983    | 5            | 661                | 61            | 252           |

| Bioscoop                   | Opening   | Aantal zalen | Aantal zitplaatsen | Kleinste zaal | Grootste zaal | Opmerkingen                                      |
| -------------------------- | --------- | ------------ | ------------------ | ------------- | ------------- | ------------------------------------------------ |
| Kinepolis Enschede         |           | 10           | 2.538              | 152           | 393           | Overgenomen van Wolff in 2014                    |
| Kinepolis Groningen        |           | 10           | 1.758              | 69            | 358           | Overgenomen van Wolff in 2014                    |
| Cineast                    |           | 3            | 451                | 143           | 163           | Overgenomen van Wolff in 2014                    |
| Cinerama                   |           | 7            | 982                | 67            | 291           | Overgenomen van Wolff in 2014                    |
| City                       | 1936      | 3            | 508                | 85            | 338           | Overgenomen van Wolff in 2014                    |
| Kinepolis Huizen           |           | 4            | 679                | 87            | 225           | Overgenomen van Wolff in 2014                    |
| Kinepolis Jaarbeurs        | 2017      | 14           | 2.958              | 99            | 575           | Bouwplannen overgenomen van Wolff in 2014        |
| Kinepolis Dordrecht        | 2016      | 6            | 1.090              | 105           | 262           | Bouwplannen overgenomen van Wolff in 2014        |
| Kinepolis Almere           | 2004      | 8            | 2.137              | 159           | 369           | Overgenomen van Utopolis in 2015                 |
| Kinepolis Emmen            | 2005      | 7            | 1.143              | 114           | 301           | Overgenomen van Utopolis in 2015                 |
| Kinepolis Oss              | 1978      | 5            | 768                | 35            | 334           | Overgenomen van Utopolis in 2015                 |
| Kinepolis Zoetermeer       | 1998      | 8            | 874                | 57            | 176           | Overgenomen van Utopolis in 2015                 |
| Kinepolis Den Helder       | 2003      | 6            | 677                | 79            | 263           | Overgenomen van Utopolis in 2015                 |
| Kinepolis Hoofddorp        | 2011      | 8            | 1.083              | 12            | 148           | Overgenomen van NH Bioscopen in 2017             |
| Kinepolis Schagen          | 2011      | 5            | 532                | 72            | 139           | Overgenomen van NH Bioscopen in 2017             |
| Kinepolis Breda            | 2016      | 10           | 1.711              | 107           | 328           |                                                  |
| Kinepolis 's-Hertogenbosch | 2018      | 7            | 1.012              | 116           | 268           |                                                  |
| Kinepolis Spijkenisse      |           | 9            | 874                | 55            | 176           | Overgenomen van Arcaplex in 2019                 |
| Kinepolis Haarlem          | 2020      | 6            | 937                | 96            | 236           | Bouwproject overgenomen van NH Bioscopen in 2017 |
| Kinepolis Leidschendam     | eind 2020 | 11           | 1.673              | 83            | 368           |                                                  |

| Bioscoop         | Opening | Aantal zalen | Aantal zitplaatsen | Kleinste zaal | Grootste zaal | Opmerkingen              |
| ---------------- | ------- | ------------ | ------------------ | ------------- | ------------- | ------------------------ |
| Kinepolis Poznań |         | 18           | 6.660              |               |               | Uitgebaat door Cineworld |

| Bioscoop                             | Opening | Aantal zalen | Aantal zitplaatsen | Kleinste zaal | Grootste zaal | Opmerkingen                           |
| ------------------------------------ | ------- | ------------ | ------------------ | ------------- | ------------- | ------------------------------------- |
| Kinepolis Alicante Plaza Mar 2       | 2014    | 16           | 2.790              | 122           | 311           | Overgenomen van Abaco Cinebox in 2014 |
| Kinepolis Alzira                     | 2001    | 10           | 2.487              | 184           | 406           | Overgenomen van El Punt in 2019       |
| Kinepolis Granada                    | 2004    | 15           | 4.594              | 207           | 414           |                                       |
| Kinepolis La Cañada Marbella         | 2022    | 8            | 1.594              | 125           | 333           |                                       |
| Kinepolis Madrid Ciudad de la Imagen | 1998    | 25           | 8.332              | 160           | 973           |                                       |
| Kinepolis Madrid Diversia            | 2014    | 12           | 2.861              | 74            | 554           |                                       |
| Kinepolis Mataro Parc                | 2022    | 12           | 2.933              | 151           | 484           |                                       |
| Full Barcelona                       | 2015    | 28           | 2.561              | 28            | 252           | Overgenomen van El Punt in 2019       |
| Kinepolis Nevada                     | 2016    | 8            | 1.669              | 139           | 266           |                                       |
| Kinepolis Valencia                   | 2001    | 24           | 8.196              | 214           | 706           |                                       |

| Bioscoop                                 | Opening | Aantal zalen | Aantal zitplaatsen | Kleinste zaal | Grootste zaal | Opmerkingen                          |
| ---------------------------------------- | ------- | ------------ | ------------------ | ------------- | ------------- | ------------------------------------ |
| MJR Adrian Digital Cinema                |         | 10           |                    |               |               | Overgenomen van MJR Theatres in 2019 |
| MJR Brighton Towne Square Digital Cinema |         | 20           |                    |               |               | Overgenomen van MJR Theatres in 2019 |
| MJR Chesterfield Crossing Digital Cinema |         | 16           |                    |               |               | Overgenomen van MJR Theatres in 2019 |
| MJR Marketplace Digital Cinema           |         | 20           |                    |               |               | Overgenomen van MJR Theatres in 2019 |
| MJR Partridge Creek Digital Cinema       |         | 14           |                    |               |               | Overgenomen van MJR Theatres in 2019 |
| MJR Southgate Digital Cinema             |         | 20           |                    |               |               | Overgenomen van MJR Theatres in 2019 |
| MJR Troy Grand Digital Cinema            |         | 16           |                    |               |               | Overgenomen van MJR Theatres in 2019 |
| MJR Universal Grand Cinema               |         | 16           |                    |               |               | Overgenomen van MJR Theatres in 2019 |
| MJR Waterford Digital Cinema             |         | 16           |                    |               |               | Overgenomen van MJR Theatres in 2019 |
| MJR Westland Grand Cinema                |         | 16           |                    |               |               | Overgenomen van MJR Theatres in 2019 |

| Bioscoop               | Opening | Aantal zalen | Aantal zitplaatsen | Kleinste zaal | Grootste zaal | Opmerkingen |
| ---------------------- | ------- | ------------ | ------------------ | ------------- | ------------- | ----------- |
| Kinepolis Schaffhausen | 2000    | 8            | 1.555              | 88            | 437           |             |

### Voormalige bioscopen van Kinepolis
|                    | Bioscoop                   | Gesloten     | Aantal zalen | Aantal zitplaatsen | Kleinste zaal | Grootste zaal | Opmerkingen                                            |
| ------------------ | -------------------------- | ------------ | ------------ | ------------------ | ------------- | ------------- | ------------------------------------------------------ |
| Vlag van Nederland | Nieuwegein                 | 1 juli 2018  | 3            | 672                | 92            | 278           |                                                        |
| Vlag van Nederland | Wolff Catharijne (Utrecht) | januari 2017 | 4            | 776                |               |               | Gesloten 1 maand na opening van de Kinepolis Jaarbeurs |
| Vlag van Nederland | Wolff Camera (Utrecht)     | maart 2015   |              |                    |               |               | Overgenomen van Wolff-groep op 2 juli 2014             |
| Vlag van België    | Opera (Luik)               | einde 2003   | 7            | 1.200              |               | 500           | In het winkelcomplex Opera in het centrum van Luik     |
| Vlag van België    | Pentascoop (Kortrijk)      | 2002         | 5            | 1.059              | 50            | 430           | Is nu de Budascoop                                     |
| Vlag van België    | Trioscoop Hasselt          | 1996         | 7            |                    |               |               |                                                        |
| Vlag van België    | Trioscoop Genk             | 1996         | 5            |                    |               |               |                                                        |
| Vlag van België    | Utopolis Aarschot          | 2016         | 5            | 721                |               |               | Voorheen Cinecity Aarschot en nu UGC                   |
| Vlag van België    | Utopolis Lommel            | 2016         | 5            | 703                |               |               | Voorheen Cinecity Lommel en nu UGC                     |
| Vlag van België    | Utopolis Mechelen          | 2016         | 12           | 2.310              |               |               | Voorheen Cinecity Mechelen en nu UGC                   |
| Vlag van België    | Utopolis Turnhout          | 2016         | 9            | 1.901              |               |               | Nu UGC Turnhout                                        |
| Vlag van België    | UGC Gulden Vlies Brussel   | 2017         | 11           |                    |               |               | Verkocht aan uitbater UGC                              |